# Merada, Khanapur
Merada là một làng thuộc tehsil Khanapur, huyện Belgaum, bang Karnataka, Ấn Độ.